# Chloropoea uhelda
Chloropoea uhelda är en fjärilsart som beskrevs av Paul Mabille 1890. Chloropoea uhelda ingår i släktet Chloropoea och familjen praktfjärilar. Inga underarter finns listade i Catalogue of Life.